# ادلثوپ
ادلثوپ (به انگلیسی: Addlethorpe) یک روستا و محله مدنی در بریتانیا است که در لیندسی شرقی واقع شده‌است. ادلثوپ ۳۳۳ نفر جمعیت دارد.